# Museu de Hábitos e Costumes
O Museu de Hábitos e Costumes está localizado na cidade de Blumenau em Santa Catarina, foi inaugurado em 2010 a partir da doação do acervo para a Fundação Cultural de Blumenau pela Sra. Ellen Weege Vollmer, empresária blumenauense.

## História
O museu está instalado em um casarão de 1898, que pertenceu ao Cônsul Alemão Gustav Salinger. A família Salinger residia na parte superior do prédio e o andar térreo abrigava o comércio de importação e exportação. Na década de 1930 sediou o Banco Nacional do Comércio, a casa ainda preserva o cofre forte do antigo banco, um espaço revestido com várias chapas de aço que se tornou o lugar das exposições temporárias.
Em 2010, Ellen Weege Vollmer doou sua coleção de peças de sua família e de objetos recebidos de outras pessoas para a Prefeitura de Blumenau,  dando origem ao Museu de Hábitos e Costumes. O acervo de aproximadamente 22 mil peças é composto de peças de roupa masculinas e femininas, mobiliário, porcelanas, brinquedos e utensílios domésticos do século XIX e do início do século XX.
A proposta do museu é conduzir o visitante a uma identificação dos hábitos e costumes dos antigos habitantes de Blumenau e imigrantes europeus em seus diferentes contextos históricos, culturais e sociais.